# La Chamba
La Chamba ist eine französische Gemeinde mit 44 Einwohnern (Stand: 1. Januar 2022) im Département Loire in der Region Auvergne-Rhône-Alpes. Sie gehört zum Arrondissement Montbrison und zum Kanton Boën-sur-Lignon. Die Bewohner werden Chambaciens und Chambaciennes genannt.

## Geographie
Die Gemeinde La Chamba liegt im Zentralmassiv und grenzt im Nordwesten an Noirétable, im Nordosten und im Osten an Saint-Jean-la-Vêtre, im Südosten an Jeansagnière, im Süden an La Chambonie und im Westen an Vollore-Montagne. Der auf 1253 m gelegene Passübergang Col de la Loge verbindet die Ortschaft mit Chalmazel.

## Bevölkerungsentwicklung
| Jahr                       | 1962 | 1968 | 1975 | 1982 | 1990 | 1999 | 2008 | 2017 |
| -------------------------- | ---- | ---- | ---- | ---- | ---- | ---- | ---- | ---- |
| Einwohner                  | 103  | 87   | 81   | 68   | 56   | 53   | 54   | 50   |
| Quellen: Cassini und INSEE |      |      |      |      |      |      |      |      |

## Sehenswürdigkeiten
- Kirche Sainte-Madeleine
- Langlaufstation auf dem Col de la Loge

## Weblinks

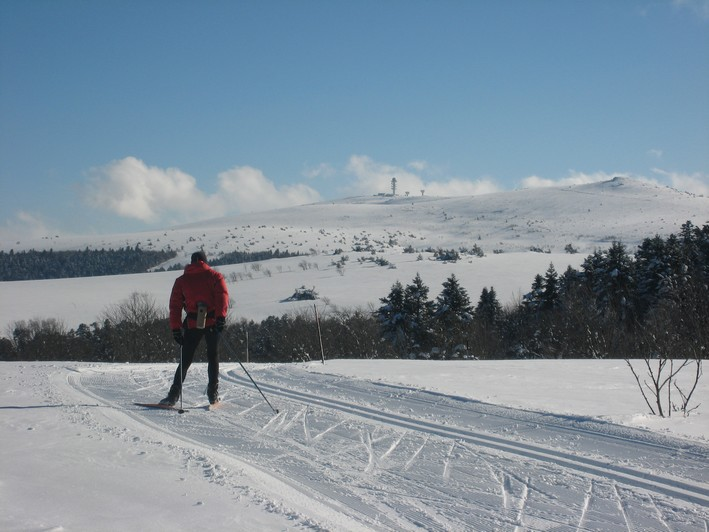
Auf dem Col de la Loge